# Metselprofiel
Een metselprofiel of kortweg "profiel" is een loodrecht opgestelde stijl bij de hoek of beëindiging van een op te metselen muur. Voor de bevestiging aan de onderzijde worden er klampen tegen de onderliggende muur of op de vloer bevestigd, waarop, op de gewenste plaats, het profiel "gesteld" kan worden. Bovenaan worden de houten "schoren" bevestigd. Deze worden schuin naar beneden lopend bevestigd aan een klamp aan de muur of een klamp op de vloer, zodanig dat het profiel zuiver "te lood" staat. Dit doet men in twee richtingen haaks op elkaar. Dit werk wordt meestal uitgevoerd door een speciaal daarvoor aangewezen timmerman, "steller" genaamd, maar kan ook door de metselaar worden gedaan.
Degene op de bouw die verantwoordelijk is voor de maatvoering (vaak de steller) zet op het profiel het zogenaamde "meterpeil". Deze hoogtemaat ligt precies één meter boven de afgewerkte vloer. Vanuit dit meterpeil tekent de metselaar de "laagverdeling" af op de profielen. Vervolgens kan hij zijn "draad" trekken bij deze verdeling, onderaan beginnend.
De laagverdeling wordt bepaald aan de hand van de steendikte plus de dikte van de voeg.
De profielen dienen te worden verwijderd als het metselwerk op hoogte is. Bij schoon metselwerk is het belangrijk dat de metselaar niet alleen het zichtbare voegwerk "uitkrabt", maar ook van de onzichtbare voegen achter het profiel.